# Kostel Všech svatých (Jáchymov)
Kostel Všech svatých nazývaný též Špitální kostel v Jáchymově patří zřejmě k nejstarším hrázděným sakrálním stavbám v západním Krušnohoří. Založen byl pravděpodobně v roce 1516 a sloužil snad ještě jako farní kostel staré obce Konradsgrün. Je tak nejstarší stavební památkou Jáchymova.

## Historie
Písemně byl poprvé připomenut na fragmentu hornické mapy z roku 1534. Jeho první známá rekonstrukce v původní podobě proběhla v roce 1783. Stojí ve stráni nad městem s vysokou sedlovou střechou, nad polygoniálním presbytářem a ukončenou zvoničkou s bání. Spodní část je zděná z lomového kamene, horní část (s výjimkou severozápadní stěny) je hrázděná a zevně zakrytá kamenným zdivem a hladce omítnutá.

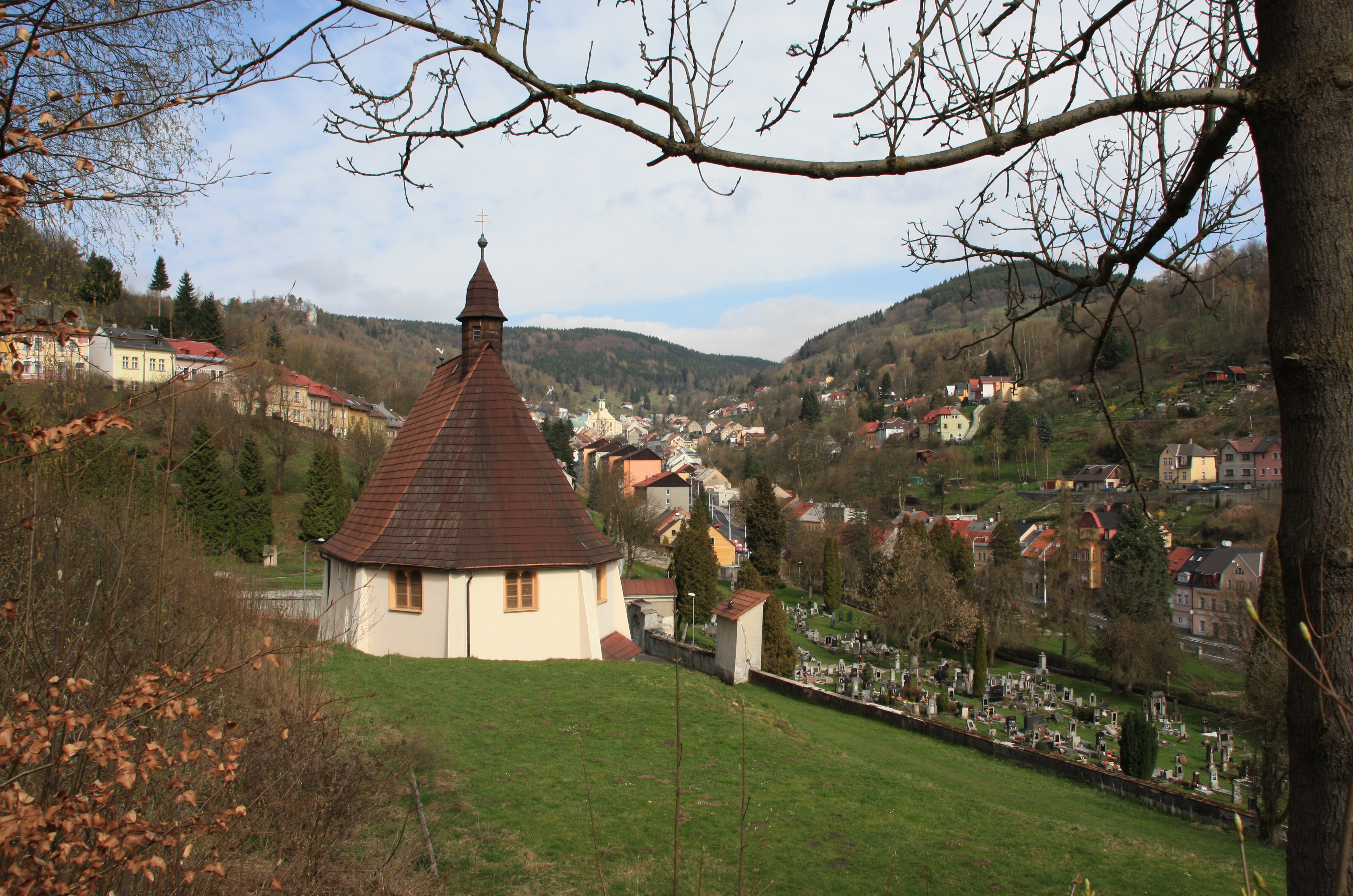
Pohled od kostela Všech svatých k horní části města

V interiéru bylo při opravě kostela v letech 1967–1968 odkryto hrázdění s fragmenty červené polychromie, což předpokládá optické uplatnění hrázdění v interiéru kostela. Ve spodních partiích se hrázděná konstrukce nezachovala, její existenci však dokládají otisky. Proto při celkové opravě kostela v letech 1990–1993 bylo hrázdění doplněno. Prostor lodi a presbytáře je zastoupen tabulovým stropem imitujícím strop kazetový. Podepřen je dvěma křížem položenými průvlaky, nesenými dvěma sloupy. Na hlavici sloupu před presbytářem je vyřezán letopočet 1533, což je rok vystavění stropu. V interiéru jsou zachovány staré kamenné náhrobní desky a oltář z dílny Lucase Cranacha který kostelu věnoval spoluzakladatel města a první horní hejtman Jindřich z Könneritz. Dále je zde zachováno sousoší Křížová cesta drážďanského sochaře Christopha Waltra z roku 1544, původně umístěné ve výklenkové kapli na hřbitově.
Po již zmiňované rekonstrukci v letech 1990–1993 byl 14. srpna 1993 kostel slavnostně vysvěcen. Stalo se tak při příležitosti vydání dekretu Františka kardinála Tomáška, který tímto Jáchymovu propůjčil status poutního místa náhradou za zničený klášter Mariánská (Mariasorg). Dekret vydal jeho nástupce v úřadu Miloslav Vlk.[ujasnit]
Zajímavostí kostela jsou jeho krovy, které jsou původní z roku 1516. Jako izolace proti dřevokazným plísním a tlení dřeva tehdejším stavitelům skvěle posloužila volská krev, kterou byly trámy napuštěny. Zvon, který je zde nainstalován, je původní, z dílny jáchymovského zvonaře Hanse Wildta. Datován je letopočtem 1520, vysoký je 65 centimetrů a na hladkém povrchu je nápis velebící Jméno Páně. Jedná se o nejstarší nemovitou památku Jáchymova.
V roce 1530 byl u kostela postaven hornický špitál, později upraven v barokním stylu. Ten byl s kostelem ve výši prvního patra spojen krytou chodbou a půdní prostory kostela sloužily jako skladiště potravin a materiálu pro špitál (při rekonstrukci kostela v roce 1992 byla nalezena lopata na obilí). V roce 1958 byl však špitál zbořen pro havarijní stav a na jeho místě vznikl urnový háj s pietním místem. Hřbitov u kostela funguje od roku 1533.

## Galerie

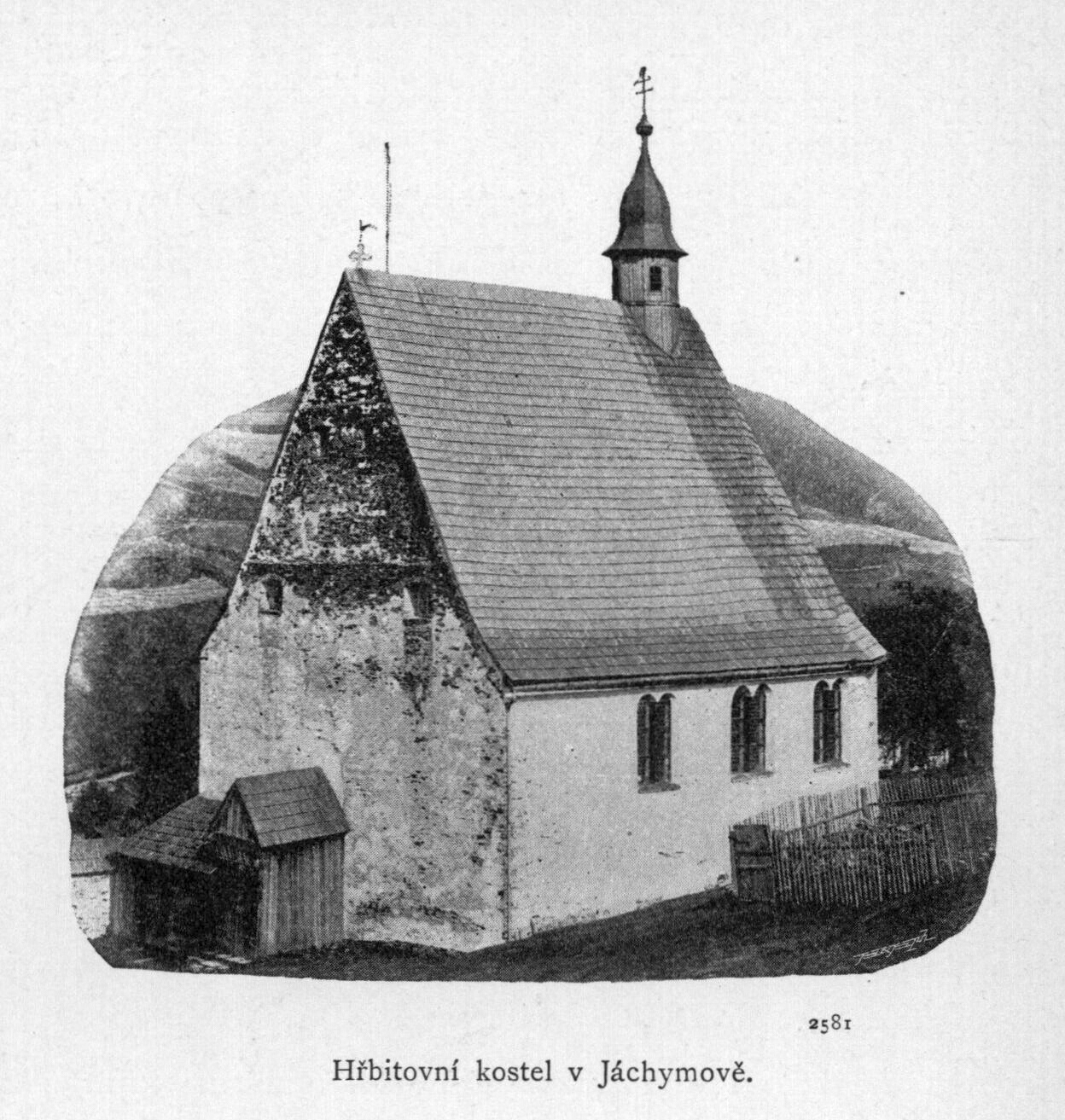
Kostel v roce 1896
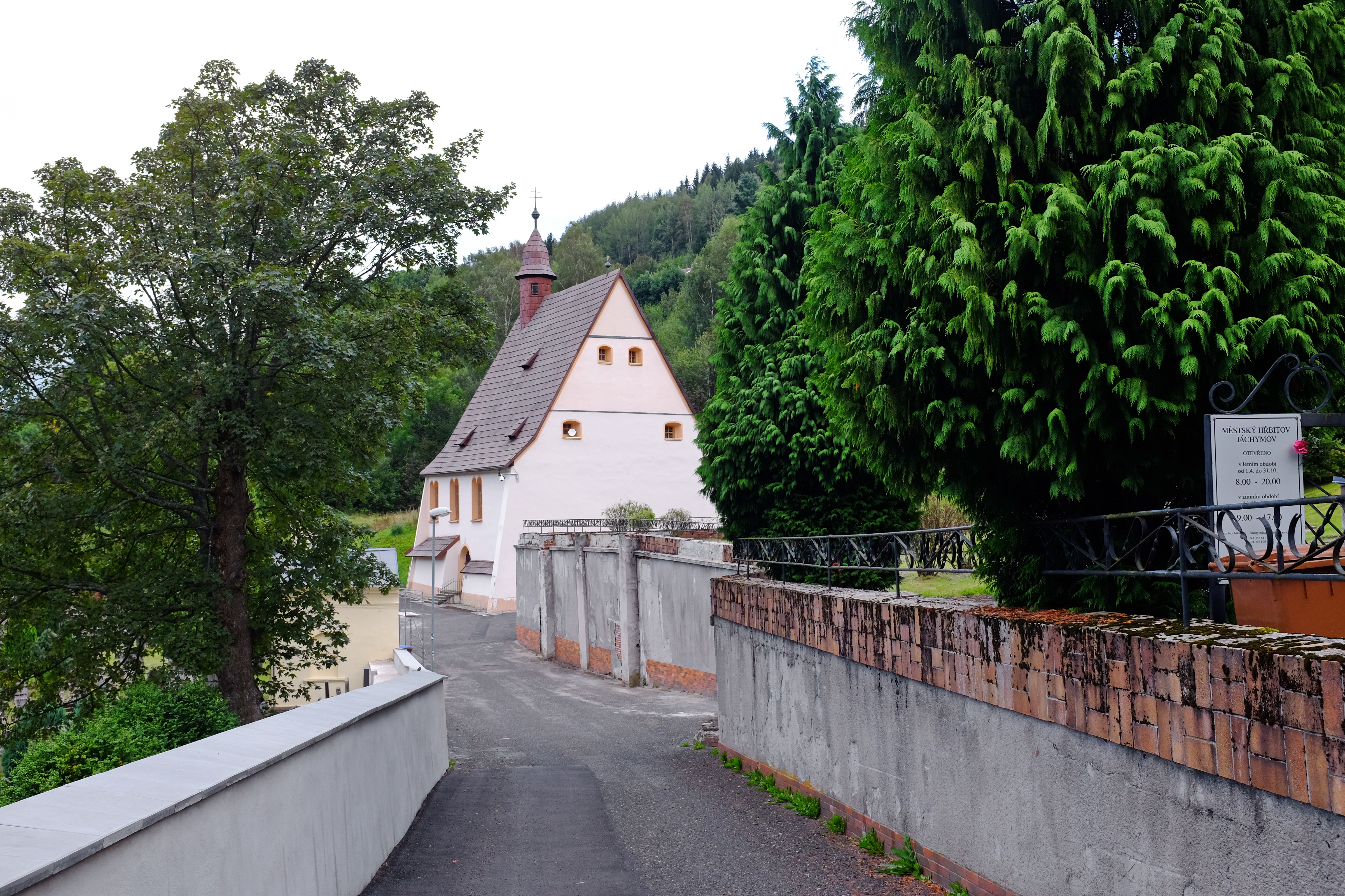
Pohled z ulice Bělohorská, vlevo hřbitov, vpravo urnový háj
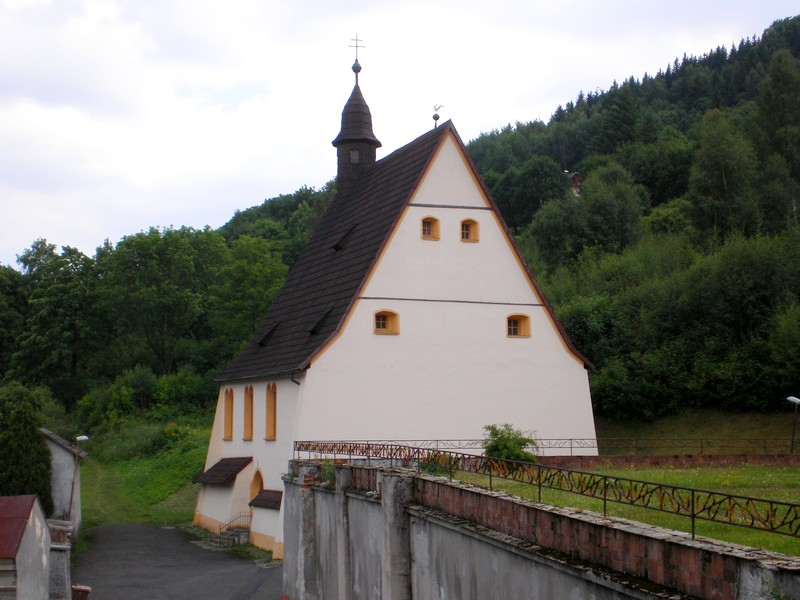
Pohled z urnového háje
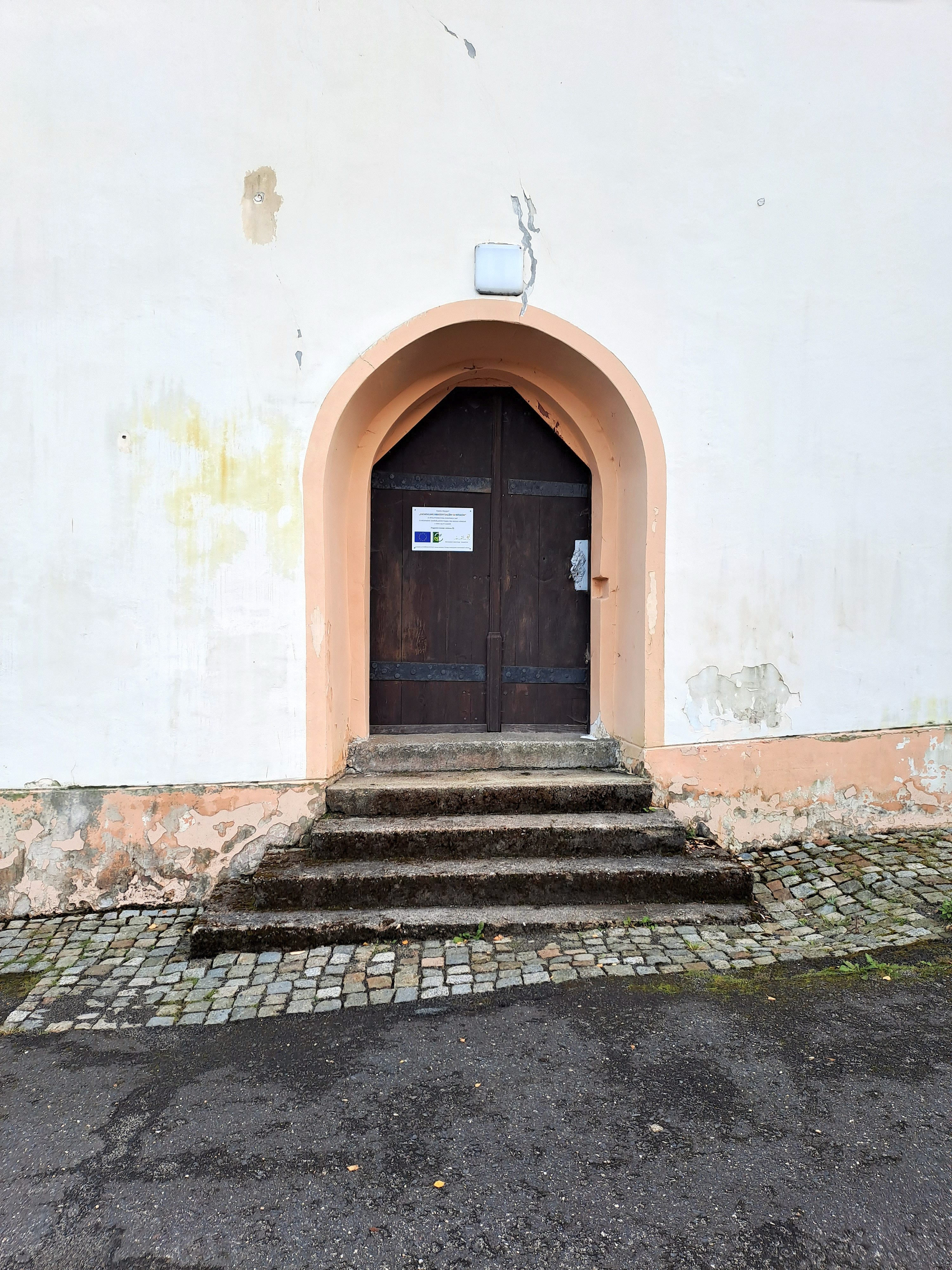
Vchod
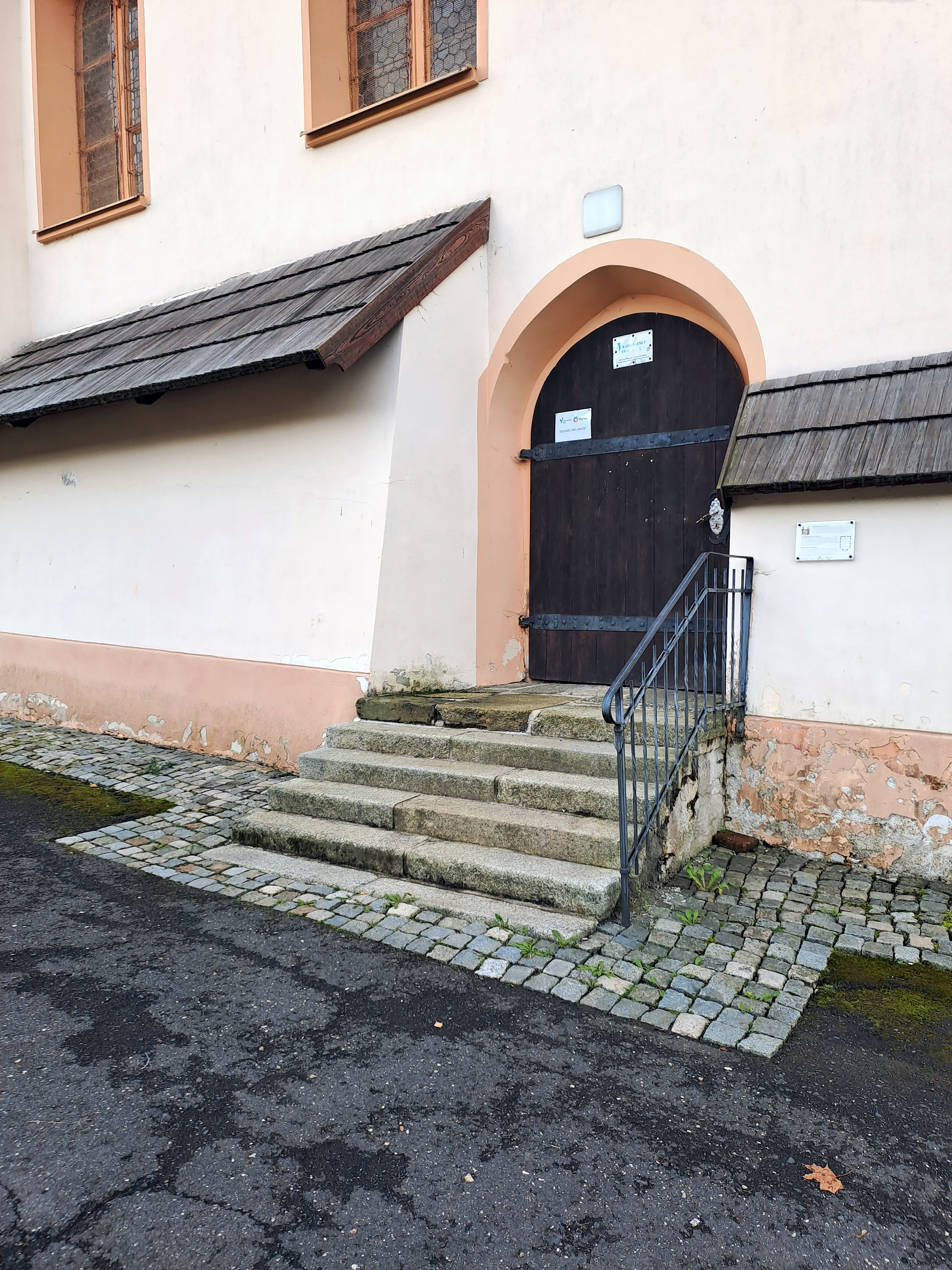
Boční vchod
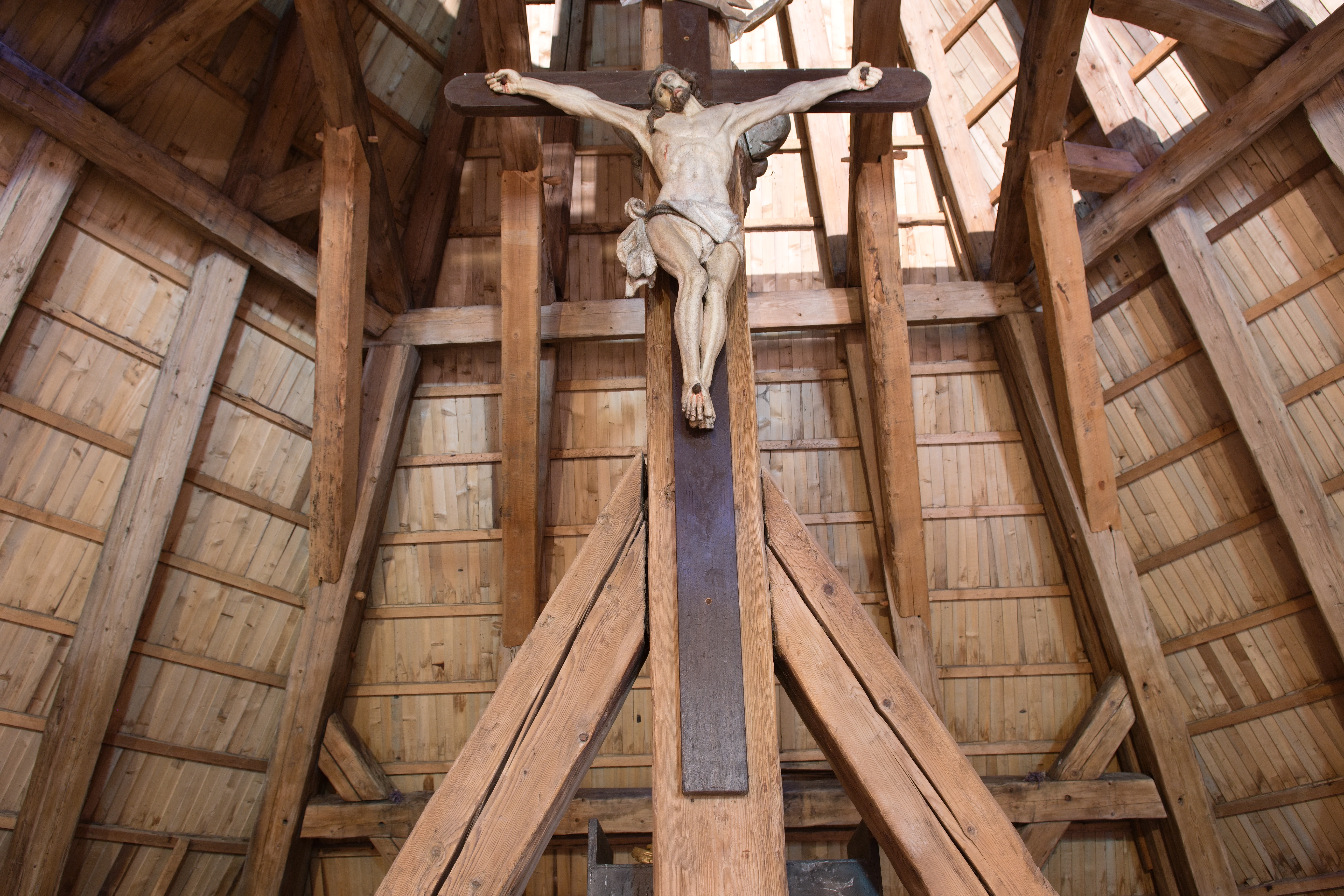
Ježíš umístěný v podkroví